# 4337 Arecibo
4337 Arecibo eller 1985 GB är en asteroid i huvudbältet som upptäcktes den 14 april 1985 av den amerikanske astronomen Edward L.G. Bowell vid Anderson Mesa Station. Den är uppkallad efter Arecibo-observatoriet.
Asteroiden har en diameter på ungefär 19 kilometer och den tillhör asteroidgruppen Themis.